# Trismegistia densiretis
Trismegistia densiretis är en bladmossart som beskrevs av Brotherus 1926. Trismegistia densiretis ingår i släktet Trismegistia och familjen Sematophyllaceae. Inga underarter finns listade i Catalogue of Life.